# Liste der Stolpersteine in Monschau
Die Liste der Stolpersteine in Monschau enthält alle Stolpersteine, die im Rahmen des gleichnamigen Projekts von Gunter Demnig in der Stadt Monschau verlegt wurden. Mit ihnen soll an Opfer des Nationalsozialismus erinnert werden, die in der Gemeinde lebten und wirkten.

## Übersicht
| Adresse                                      | Name und Details | Verlegedatum    | Bild |
| -------------------------------------------- | --- | --------------- | ---- |
| Eschbachstraße 11, Monschau (Standort)       | Rosalie Spepichka, geboren am 5. Februar 1922 in Tarnów/Polen, war nach Monschau verschleppt worden und wurde als Hauswirtschafterin im Hotel Stern in Monschau eingesetzt. Währenddessen war ihr Bräutigam als Zwangsarbeiter in einem Sägewerk eingesetzt. Anlässlich eines kleinen privat organisierten Festes mit anderen Zwangsarbeitern zwischen Weihnachten und Ostern nahm sie einige Gabeln und Messer aus dem Hotel Stern mit, weil die vorhandene Ausstattung sonst nicht ausgereicht hätte. Das wurde im Nachhinein entdeckt und sie wurde am 20. August 1942 wegen „Diebstahls“ in die Aachener Haftanstalt überstellt. Dort starb sie fünf Monate später am 26. Januar 1943 laut Sterbeurkunde an „Kindbettfieber“.                         | 25. Januar 2025 |      |
| Stadtstraße 18, Monschau (Standort)          | Maria Zielinska, geboren am 22. November 1922 in Przemyśl /Polen, war nach Monschau verschleppt worden und arbeitete dort als Zwangsarbeiterin in der Bäckerei von Arnold Breuer, zugleich Ortsgruppenleiter der Monschauer NSDAP. Wegen Sexueller Nötigung durch ihren Chefs beschwerte sie sich beim Arbeitsamt, verlor jedoch das anschließende Verfahren, weil sie zum einen ihre Anschuldigungen nicht beweisen konnte und zum anderen Breuer seinerseits sie des Diebstahls beschuldigte. Zielinska wurde daraufhin 1941 in das Aachener Straflager deportiert, von wo aus sie am 17. Februar 1943 in die Dürener Heilanstalt verlegt wurde. Dort starb sie am 5. Januar 1944 aufgrund einer Lungentuberkulose und einer „einfachen Seelenstörung“. | 25. Januar 2025 |      |
| Oberer Mühlenberg 7, Monschau (Standort)     | Walter Gerards, geboren am 11. Juni 1925 in Monschau, galt als „schwer erziehbarer“ Junge. Er verbrachte einen Großteil seiner Jugend als Fürsorgezögling in verschiedenen Heilanstalten, zuletzt im November 1942 in Düren. Von dort wurde er am 4. Mai 1943 in die Heil- und Pflegeanstalt Obrawalde in der Provinz Posen verlegt, wo er am 16. Juni 1944 im Rahmen des NS-Euthanasieprogramms ermordet wurde. Laut Krankenbericht sei er an einer „Lungenentzündung mit folgender Herzschwäche sanft entschlafen“. | 25. Januar 2025 |      |
| In den Gassen 10, Monschau-Konzen (Standort) | Emil Blumensath, geboren 24. Februar 1923 in Konzen als Sohn eines Landwirtes, diente als Marinesoldat im Zweiten Weltkrieg. Im Rahmen eines mehrtägigen Genesungsurlaubs kam er im Herbst 1944 nach Konzen und erlebte dort die in der Nachbarschaft tobende Schlacht im Hürtgenwald. Da er davon überzeugt war, dass die amerikanischen Alliierten gewinnen und Deutschland befreien würden, beschloss er daraufhin, nicht mehr zu seiner Einheit zurückzukehren. Blumensath wurde jedoch denunziert und am 28. Oktober 1944 noch von deutschen Truppen in Konzen festgenommen, die ihn dem Marinemilitärgericht in Wilhelmshaven überstellten. Dort wurde er zum Tode verurteilt und am 27. Februar 1945 hingerichtet.                                 | 25. Januar 2025 |      |
| Borngasse, Monschau-Rohren (Standort)        | Katharina Lauscher, geboren im Jahr 1900, arbeitete in der Seidenfabrik von Monschau. Im Juni 1943 wurde sie nach der Arbeit von der Gestapo an der Bushaltestelle in Rohren aufgegriffen und in die Aachener Haftanstalt eingeliefert, weil sie zum einen angeblich verbotenen ausländischen Rundfunk abgehört und zum anderen „Verbotener Umgang mit Polen“ gehabt habe. Sie wurde später in das KZ Ravensbrück deportiert und starb dort am 30. Dezember 1944 an Mangelernährung. | 25. Januar 2025 |      |